# Teekanne

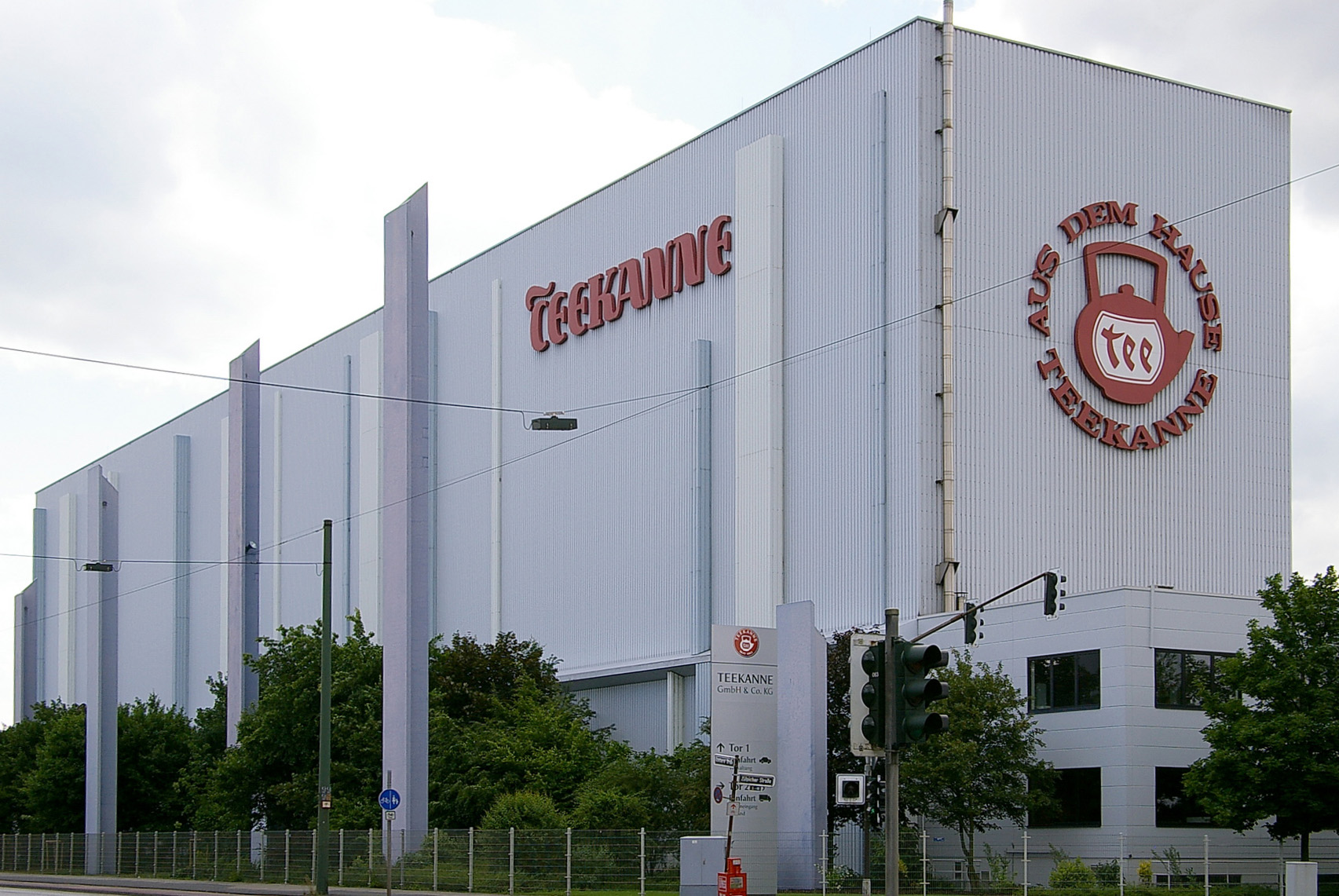
Завод Teekanne в Дюссельдорфе

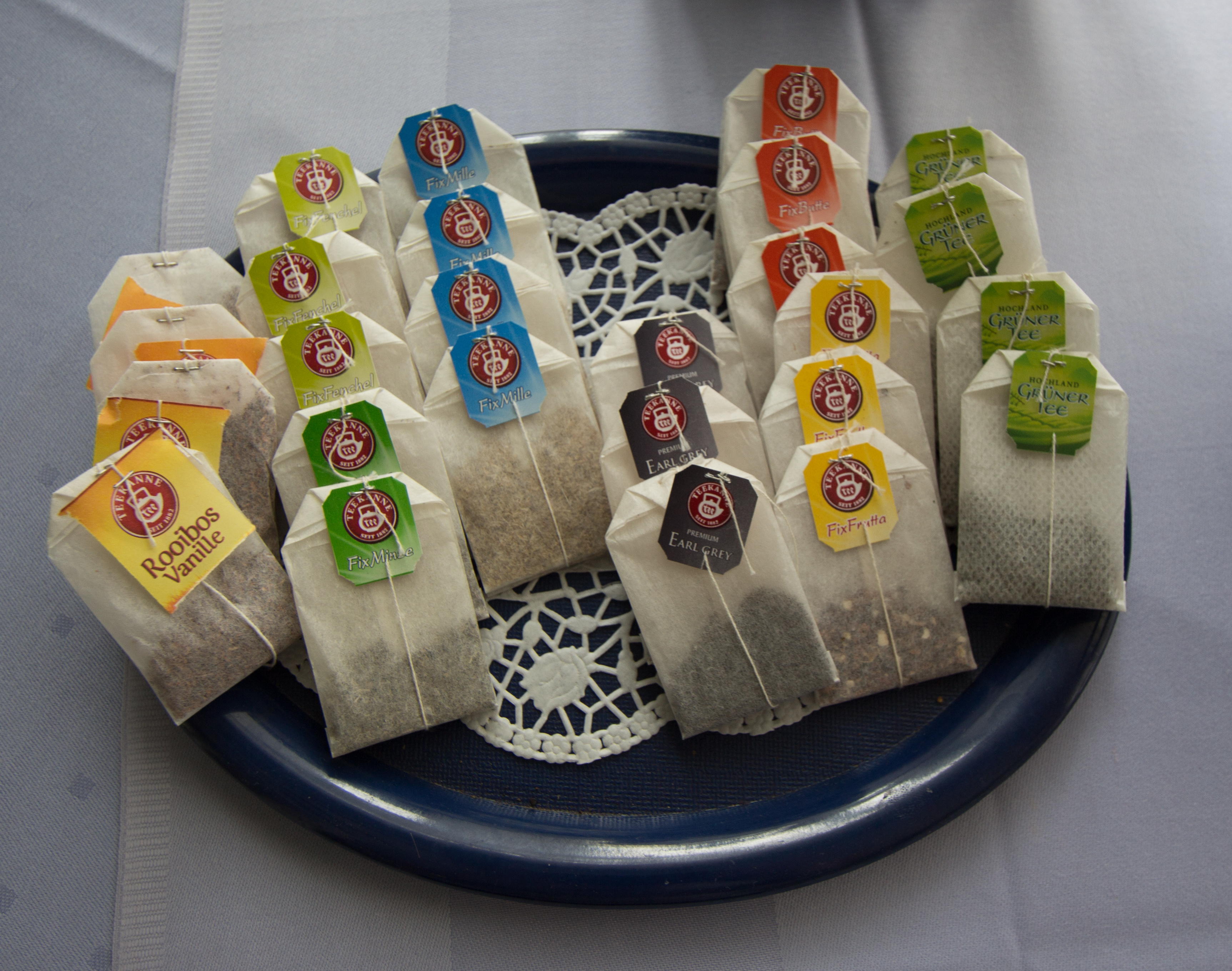
Чайные пакетики Teekanne

Teekanne GmbH & Co. KG (нем. «Заварочный чайник») — немецкая компания по торговле чаем, которая первой начала продавать фасованные чайные смеси стабильного качества в качестве фирменного продукта. Компания является мировым лидером в производстве чая в пакетиках. Штаб-квартира компании располагается в Дюссельдорфе. В 2007 году в компании работало около 1500 сотрудников на расположенных в восьми странах предприятиях. Ежегодно производятся 7,5 миллиардов чайных пакетиков. С октября 2014 года Teekanne производит также машины для чайных капсул и сами капсулы.

## История
16 июля 1882 года в Дрездене был открыт магазин «японских и китайских товаров и чая» под названием R. Seelig & Hille. В 1888 году компания зарегистрировала название Teekanne (согласно старой орфографии — Theekanne) в качестве товарного знака. Марка Teekanne существует до сих пор и является одним из старейших немецких товарных знаков, имеет регистрационный номер 6541.
В 1892 году компания была куплена её сотрудниками Эрнстом Рудольфом Андерсом и Ойгеном Ниссле и с тех пор принадлежит этим семьям. Композитор Карл Альфреди написал для бренда песню «Javalied ‚Ich laß mich gar zu gerne‘ (Tempo di Mazurka)».
В 1913 году компания зарегистрировала торговые марки Teefix и Pompadour. Первые чайные пакетики появились на рынке в 1929 году. За это время компания также впервые продала свою собственную разработку — первую в мире упаковочную машину для чайных пакетиков, разработанную Адольфом Рамбольдом. В 1928 году была изобретена чаеупаковочная машина Pompadour для одинарных чайных пакетиков, а затем — машина Constanta для упаковки чая в двухкамерные чайные пакетики. 6 мая 1937 года Эрнст Рудольф Андерс, один из владельцев компании, погиб при крушении дирижабля «Гинденбург» в США.
После экспроприации компании властями ГДР в 1946 году её владельцы продолжили бизнес в Фирзене, а затем в Дюссельдорфе, отчужденная основная компания была перенесена из Дрездена в Радебойль и преобразована в народное предприятие «VEB Kaffee und Tee». После объединения Германии она была приватизирована и в 1991 году перешла в собственность Teekanne под названием Teehaus GmbH.
Австрийский филиал Teekanne был основан в 1951 году в Зальцбурге. В 1996 году филиал приобрел известный в Австрии бренд подсластителей Kandisin.
В 2011 году с жалобой на Teekanne обратилась в суд ассоциация потребителей за вводящую в заблуждение рекламу (иллюстрация фруктов на упаковке фруктового чая Felix Raspberry-Vanilla Adventure). 2 декабря 2015 года Федеральный суд Германии признал Teekanne виновной. Компания прекратила продажу продукта уже в 2012 году.
Официальным представителем бренда TEEKANNE является теннисистка Штеффи Граф[когда?].
По состоянию на 2012 год компания занимает 6 место на мировом рынке чая и первое место в Германии и Австрии.
В России активные продажи чая начались в 2015 году.
Teekanne принадлежат бренды TEEKANNE, POMPADOUR, Salada, Red Rose, TEEHAUS и Sir Winston Tea.